# Heinrich Brunstermann
Heinrich Wilhelm Gustav Brunstermann (* 18. März 1866 in Stadthagen; † 23. April 1933 ebenda) war Jurist und Mitglied des Deutschen Reichstags.

## Leben
Brunstermann besuchte bis 1881 die Schulen seiner Vaterstadt Stadthagen (Bürgerknabenschule, höhere Bürgerschule), von 1881 bis 1885 das Fürstliche Gymnasium Adolfinum zu Bückeburg und studierte dann bis 1888 Rechtswissenschaften in Erlangen und Berlin. Von 1889 bis 1893 war er Gerichtsreferendar in Stadthagen und Bückeburg und sodann seit 1893 als Gerichtsassessor, seit 1894 als Amtsrichter und seit 1900 als Amtsgerichtsrat am Fürstlichen Amtsgerichte Stadthagen. 1885/86 diente er als Einjährig-Freiwilliger beim 5. Infanterie-Regiment der Bayerischen Armee in Erlangen. Seit 1903 war er Mitglied der Landessynode der evangelisch-lutherischen Landeskirche und seit 1906 Mitglied des Landtages für das Fürstentum Schaumburg-Lippe. Er erhielt das Ehrenkreuz IV. Klasse des Fürstlich Schaumburg-Lippischen Hausordens. 1899 gründete er den Verschönerungsverein Stadthagen, der später in den heutigen Verkehrsverein umbenannt wurde.
Von 1904 bis 1912 war er Mitglied des Deutschen Reichstags für den Reichstagswahlkreis Fürstentum Schaumburg-Lippe und die Deutsche Reichspartei.
Zwischen 1922 und 1925 war er wieder Mitglied des Landtags von Schaumburg-Lippe und von 1925 bis 1926 Staatsrat.